# Siachengletsjer

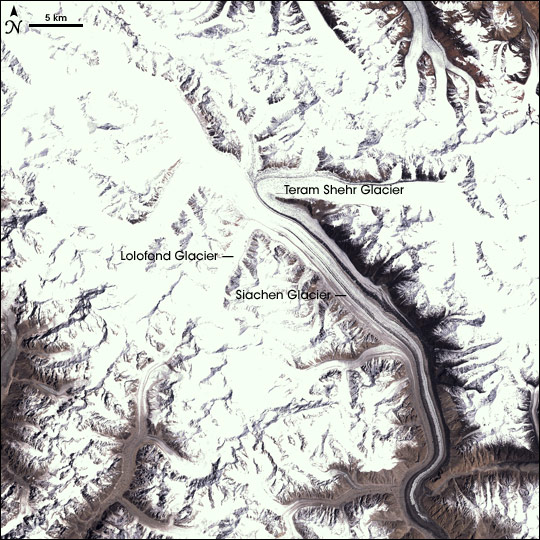
Satellietfoto van de Siachengletsjer.

De Siachengletsjer (sia chen is Balti voor: dal van wilde rozen) is een grote gletsjer in het zuidoosten van de Karakoram, in betwist gebied tussen India en Pakistan. De gletsjer is 74 km lang en daarmee na de Fedtsjenkogletsjer in de Pamir de langste gletsjer buiten de poolgebieden. Het totale oppervlak van de gletsjer, samen met alle zijgletsjers, is ongeveer 700 km². Het gebied rond de gletsjer wordt doorsneden door de Line of Control, de bestandslijn tussen India en Pakistan.

## Ligging
De firnbekkens die de gletsjer voeden beginnen bij ongeveer 6400 m hoogte in het gebied rond de Indira Col, een zadel ten oosten van de Sia Kangri. Aan de andere kant van de pas begint de Urdokgletsjer, die afwatert in het Shaksgamdal. Vanaf dit punt stroomt de Siachengletsjer in zuidoostelijke richting. Ten zuidwesten van de gletsjer ligt de Saltoro Muztagh, een bergketen waarvan de hoogste top (Saltoro Kangri) 7742 m hoog is. Aan de noordoostzijde van de gletsjer ligt de Siachen Muztagh met als hoogste top de Teram Kangri (7462 m). De laatste keten vormt de grens tussen India/Pakistan en Volksrepubliek China.
De Siachengletsjer is de bron van de rivier de Nubra, een zijrivier van de Shyok, die weer uitmondt in de Indus. De gletsjer ligt pal ten zuiden van de grote waterscheiding: zelf watert hij af in de Indische Oceaan, maar ten noorden van de Siachen Muztagh wateren de gletsjers af naar het endoreïsche Tarimbekken.
Het oostelijke deel van de Karakoram ondervindt relatief grote gevolgen van de opwarming van de Aarde. De warme en natte moesson, die voorheen niet over de Grote Himalaya (verder zuidelijk) reikte, bereikt dit gebied sinds halverwege de vorige eeuw steeds regelmatiger. Als gevolg is de Siachengletjer in de afgelopen eeuw duidelijk in volume en lengte gekrompen.

## Geschiedenis
Voor het gewapende conflict uitbrak werd de gletsjer, net als de rest van de Karakoram, regelmatig door bergbeklimmers bezocht. De eerste vrouwelijke bezoeker was de Amerikaanse klimster Fanny Bullock Workman (1859-1925) in 1912.
Hoewel de gletsjer sinds de wapenstilstand van 1948 op de Line of Control ligt, was vanwege het onherbergzame terrein aanvankelijk geen sprake van militaire aanwezigheid. Het Indiase leger stationeerde in 1984 troepen rondom de gletsjer, nadat bleek dat Pakistaanse militairen soms expedities van klimmers begeleidden. In de jaren 80 en 90 van de vorige eeuw zijn meermaals gevechten in het gebied uitgebroken. Dankzij de militaire aanwezigheid bezit het gebied rond de gletsjer enkele records, zoals de hoogste helikopterlandplek ter wereld.
Sinds 2005 proberen de twee landen door onderhandelingen een oplossing te vinden. Een mogelijkheid is dat beide legers zich uit het gebied terugtrekken en het vervolgens als Peace Park wordt ingericht. De Italiaanse documentairemakers Fulvio Mariani en Mario Casella brachten in 2005 een documentairefilm over het conflict uit onder de titel Siachen - Una guerra per il ghiaccio (Engels: Siachen - A War for Ice).